# Pam Teeguarden
Pam Teeguarden (Jacksonville, 17 april 1951) is een voormalig tennisspeelster uit de Verenigde Staten van Amerika. Teeguarden speelt rechtshandig. Zij was actief in het proftennis van 1967 tot en met 1985.

## Loopbaan
In februari 1966 bereikte Teeguarden de finale van het Los Angeles Metropolitan Tournament in Californië en in november 1966 de finale van het Arcadia Open, eveneens in Californië.
In 1967 nam Teeguarden voor het eerst deel aan een grandslamtoernooi, op het US Open 1967 – in het enkelspel bereikte zij de vierde ronde en ook in het vrouwendubbelspel deed zij mee, samen met de (toen nog) Argentijnse Ana María Arias.
In het enkelspel won Teeguarden één toernooi, in 1974 op het Eastern Mediquik Masters grastoernooi in South Orange, NJ, VS, waar zij de Australische Dianne Fromholtz in de finale versloeg. Haar beste enkelspelresultaat op de grandslamtoernooien is het bereiken van de kwartfinale, eenmaal op het US Open 1972 en andermaal op Roland Garros 1977. Haar hoogste notering op de WTA-ranglijst is de 26e plaats, die zij bereikte in 1977.
In het vrouwendubbelspel won Teeguarden negen titels, in de periode 1972–1980. Daaronder was één grandslamtitel, op Roland Garros 1977, samen met de Tsjecho-Slowaakse Regina Maršíková. Ook in het gemengd dubbelspel won zij één titel, op het US Open 1974, met de Australiër Geoff Masters aan haar zijde. Op het gemengd dubbelspel van Roland Garros 1975 bereikte zij de finale, met de Chileen Jaime Fillol.
Teeguarden was de eerste in de geschiedenis van het vrouwentennis die wedstrijden speelde in geheel zwarte kleding. Zij deed dat in 1975 op het jaarlijkse dubbelspelkampioenschap Bridgestone Doubles in Tokio. Op 1 oktober 2015 werd zij opgenomen in de Tennis Hall of Fame van de USTA Southern California Tennis Association.

## Posities op deWTA-ranglijst
Positie per einde seizoen:
| jaar | rang enkelspel | rang dubbelspel |
| ---- | -------------- | --------------- |
| 1975 | 30             | –               |
| 1976 | 44             | –               |
| 1977 | 39             | –               |
| 1978 | 54             | –               |
| 1979 | 45             | –               |
| 1980 | 29             | –               |
| 1981 | 36             | –               |
| 1982 | 79             | –               |
| 1983 | 110            | –               |
| 1984 | 94             | 129             |
| 1985 | 250            | 158             |

## Palmares

### WTA-finaleplaatsen enkelspel
| nr.              | finale     | toernooi         | ondergrond    | tegenstandster          | score         |
| ---------------- | ---------- | ---------------- | ------------- | ----------------------- | ------------- |
| gewonnen finales |            |                  |               |                         |               |
| 1.               | 1974-08-25 | WTA South Orange | gras          | Dianne Fromholtz        | 7-5, 6-3      |
| verloren finales |            |                  |               |                         |               |
| 1.               | 1972-06-10 | WTA Nottingham   | gras          | Jill Cooper             | 6-2, 1-6, 4-6 |
| 2.               | 1972-07-16 | WTA Gstaad       | gravel        | Kazuko Sawamatsu        | 3-6, 6-4, 2-6 |
| 3.               | 1975-07-20 | WTA Kitzbühel    | gravel        | Sue Barker              | 4-6, 4-6      |
| 4.               | 1978-06-18 | WTA Chichester   | gras          | Evonne Goolagong-Cawley | 4-6, 4-6      |
| 5.               | 1984-01-09 | WTA Nashville    | hardcourt (i) | Jenny Klitch            | 2-6, 1-6      |

### WTA-finaleplaatsen vrouwendubbelspel
| nr.              | finale     | toernooi           | ondergrond    | partner          | tegenstandsters                             | score         |         |
| ---------------- | ---------- | ------------------ | ------------- | ---------------- | ------------------------------------------- | ------------- | ------- |
| gewonnen finales |            |                    |               |                  |                                             |               |         |
| 1.               | 1972-12-01 | WTA Buenos Aires   | gravel        | Helga Masthoff   | Ana María Pinto Bravo Virginia Wade         | 7-5, 6-2      |         |
| 2.               | 1973-04-01 | WTA Tucson         | hardcourt     | Janet Newberry   | Karen Krantzcke Betty Stöve                 | 3-6, 7-6, 7-5 |         |
| 3.               | 1973-09-23 | WTA Houston        | tapijt (i)    | Mona Schallau    | Françoise Dürr Betty Stöve                  | 6-3, 5-7, 6-4 |         |
| 4.               | 1974-08-25 | WTA South Orange   | gras          | Ann Kiyomura     | Kathleen Harter Marita Redondo              | 6-2, 6-0      |         |
| 5.               | 1975-07-13 | WTA Båstad         | gravel        | Janet Newberry   | Fiorella Bonicelli Raquel Giscafré          | 6-3, 6-3      |         |
| 6.               | 1975-07-20 | WTA Kitzbühel      | gravel        | Sue Barker       | Fiorella Bonicelli Raquel Giscafré          | 6-4, 6-3      |         |
| 7.               | 1977-06-05 | Roland Garros      | gravel        | Regina Maršíková | Rayni Fox Helen Gourlay                     | 5-7, 6-4, 6-2 | details |
| 8.               | 1978-08-20 | WTA Toronto        | hardcourt     | Regina Maršíková | Chris O'Neil Paula Smith                    | 7-5, 6-7, 6-2 |         |
| 9.               | 1980-09-14 | WTA Salt Lake City | hardcourt     | Virginia Ruzici  | Barbara Jordan JoAnne Russell               | 6-4, 7-5      |         |
| verloren finales |            |                    |               |                  |                                             |               |         |
| 1.               | 1971-04-25 | WTA Catania        | gravel        | Virginia Wade    | Gail Chanfreau Helga Hösl                   | 4-6, 4-6      |         |
| 2.               | 1972-07-16 | WTA Gstaad         | gravel        | Julie Heldman    | Fiorella Bonicelli Isabel Fernández de Soto | 3-6, 3-6      |         |
| 3.               | 1972-08-13 | WTA Indianapolis   | gravel        | Margaret Court   | Evonne Goolagong Lesley Hunt                | 2-6, 1-6      |         |
| 4.               | 1973-08-26 | WTA Newport (VS)   | gras          | Janet Newberry   | Françoise Dürr Betty Stöve                  | 4-6, 3-6      |         |
| 5.               | 1973-09-16 | WTA Saint Louis    |               | Betty Stöve      | Karen Krantzcke Mona Schallau               | 4-6, 6-7      |         |
| 6.               | 1973-09-30 | WTA Columbus (GA)  | gravel        | Mona Schallau    | Françoise Dürr Betty Stöve                  | 5-7, 5-7      |         |
| 7.               | 1974-09-29 | WTA Denver         | tapijt (i)    | Mona Schallau    | Françoise Dürr Betty Stöve                  | 2-6, 5-7      |         |
| 8.               | 1974-10-13 | WTA Phoenix        | hardcourt     | Mona Schallau    | Françoise Dürr Betty Stöve                  | 3-6, 7-5, 3-6 |         |
| 9.               | 1976-08-22 | WTA Toronto        | gravel        | Sue Barker       | Cynthia Doerner Janet Newberry              | 7-6, 3-6, 1-6 |         |
| 10.              | 1977-08-28 | WTA Charlotte      | gravel        | Regina Maršíková | Martina Navrátilová Betty Stöve             | 4-6, 4-6      |         |
| 11.              | 1978-01-29 | WTA Los Angeles    | hardcourt (i) | Greer Stevens    | Betty Stöve Virginia Wade                   | 3-6, 2-6      |         |

### WTA-finaleplaatsen gemengd dubbelspel
| nr.              | finale     | toernooi      | ondergrond | partner       | tegenstanders                  | score    |         |
| ---------------- | ---------- | ------------- | ---------- | ------------- | ------------------------------ | -------- | ------- |
| gewonnen finales |            |               |            |               |                                |          |         |
| 1.               | 1974-09-08 | US Open       | gras       | Geoff Masters | Chris Evert Jimmy Connors      | 6-1, 7-6 | details |
| verloren finales |            |               |            |               |                                |          |         |
| 1.               | 1975-06-15 | Roland Garros | gravel     | Jaime Fillol  | Fiorella Bonicelli Thomaz Koch | 4-6, 6-7 | details |

## Resultaten grandslamtoernooien
| Legenda | Legenda                          |
| ------- | -------------------------------- |
| g.t.    | geen toernooi gehouden           |
| l.c.    | lagere categorie                 |
| –       | niet deelgenomen                 |
| G       | uitgeschakeld in de groepsfase   |
| 1R      | uitgeschakeld in de eerste ronde |
| 2R      | uitgeschakeld in de tweede ronde |
| 3R      | uitgeschakeld in de derde ronde  |
| 4R      | uitgeschakeld in de vierde ronde |
| KF      | uitgeschakeld in de kwartfinale  |
| HF      | uitgeschakeld in de halve finale |
| F       | de finale verloren               |
| W       | het toernooi gewonnen            |
| w-v     | winst/verlies-balans             |

### Enkelspel
| toernooi        | 1967 | 1968 | 1969 | 1970 | 1971 | 1972 | 1973 | 1974 | 1975 | 1976 | 1977 | 1977 | 1978 | 1979 | 1980 | 1981 | 1982 | 1983 | 1984 | 1985 |
| --------------- | ---- | ---- | ---- | ---- | ---- | ---- | ---- | ---- | ---- | ---- | ---- | ---- | ---- | ---- | ---- | ---- | ---- | ---- | ---- | ---- |
| Australian Open | –    | –    | –    | –    | –    | –    | –    | 2R   | –    | –    | –    | –    | –    | –    | –    | 1R   | –    | –    | –    | –    |
| Roland Garros   | –    | –    | –    | 1R   | 1R   | 3R   | 1R   | –    | 3R   | –    | KF   | KF   | 3R   | 1R   | 2R   | 4R   | 2R   | 2R   | 2R   | 1R   |
| Wimbledon       | –    | –    | 3R   | 2R   | 3R   | 4R   | 3R   | 2R   | 2R   | 2R   | 2R   | 2R   | 1R   | 2R   | 3R   | 4R   | 3R   | 1R   | 2R   | –    |
| US Open         | 4R   | 1R   | 2R   | 3R   | 2R   | KF   | 1R   | 2R   | 3R   | 2R   | 2R   | 2R   | 1R   | 1R   | 3R   | 1R   | 1R   | 3R   | 1R   | –    |

### Vrouwendubbelspel
| toernooi        | 1967 | 1968 | 1969 | 1970 | 1971 | 1972 | 1973 | 1974 | 1975 | 1976 | 1977 | 1977 | 1978 | 1979 | 1980 | 1981 | 1982 | 1983 | 1984 | 1985 |
| --------------- | ---- | ---- | ---- | ---- | ---- | ---- | ---- | ---- | ---- | ---- | ---- | ---- | ---- | ---- | ---- | ---- | ---- | ---- | ---- | ---- |
| Australian Open | –    | –    | –    | –    | –    | –    | –    | 2R   | –    | –    | –    | –    | –    | –    | –    | KF   | –    | –    | –    | –    |
| Roland Garros   | –    | –    | –    | –    | 3R   | 2R   | 1R   | –    | HF   | –    | W    | W    | 2R   | KF   | –    | 2R   | 3R   | 2R   | 1R   | 3R   |
| Wimbledon       | –    | –    | –    | 1R   | 1R   | 2R   | 2R   | –    | 2R   | 3R   | –    | –    | 1R   | 2R   | 3R   | 3R   | 1R   | 2R   | 1R   | –    |
| US Open         | 2R   | 1R   | 1R   | 2R   | 2R   | 1R   | 2R   | 2R   | 1R   | 2R   | 1R   | 1R   | 3R   | –    | 2R   | HF   | 2R   | 2R   | 1R   | –    |

### Gemengd dubbelspel
| toernooi        | 1968 | 1969 | 1970 | 1971 | 1972 | 1973 | 1974 | 1975 | 1976 | 1977 | 1977 | 1978 | 1979 |      | 1981 | 1982 | 1983 | 1984 | 1985  | w-v |
| --------------- | ---- | ---- | ---- | ---- | ---- | ---- | ---- | ---- | ---- | ---- | ---- | ---- | ---- | ---- | ---- | ---- | ---- | ---- | ----- | --- |
| Australian Open | –    | –    | g.t. | g.t. | g.t. | g.t. | g.t. | g.t. | g.t. | g.   | t.   | g.t. | g.t. | g.t. | g.t. | g.t. | g.t. | g.t. | 0-0   |     |
| Roland Garros   | –    | –    | –    | –    | 2R   | –    | –    | F    | –    | 2R   | 2R   | KF   | 1R   | HF   | HF   | KF   | 2R   | 3R   | 16-10 |     |
| Wimbledon       | –    | –    | –    | 3R   | –    | –    | –    | –    | 3R   | 1R   | 1R   | 1R   | 1R   | 3R   | 3R   | KF   | 2R   | –    | 9-9   |     |
| US Open         | 1R   | 1R   | 2R   | 3R   | KF   | 1R   | W    | KF   | KF   | 2R   | 2R   | KF   | –    | KF   | 2R   | 1R   | –    | –    | 18-13 |     |

## Referentie
- (en) Collins, Bud (2017). The Bud Collins History of Tennis: An Authoritative Encyclopedia and Record Book, Third Edition. New Chapter Press, New York, N.Y., ca. 800 pagina's. ISBN 978-1-937559-38-0.